# Espeluy
Espeluy is een gemeente in de Spaanse provincie Jaén in de regio Andalusië met een oppervlakte van 25,49 km². Espeluy telt 687 inwoners (1 januari 2016).

## Demografische ontwikkeling
Bron: INE, 1857-2011: volkstellingen